# Theodor Holterdorf

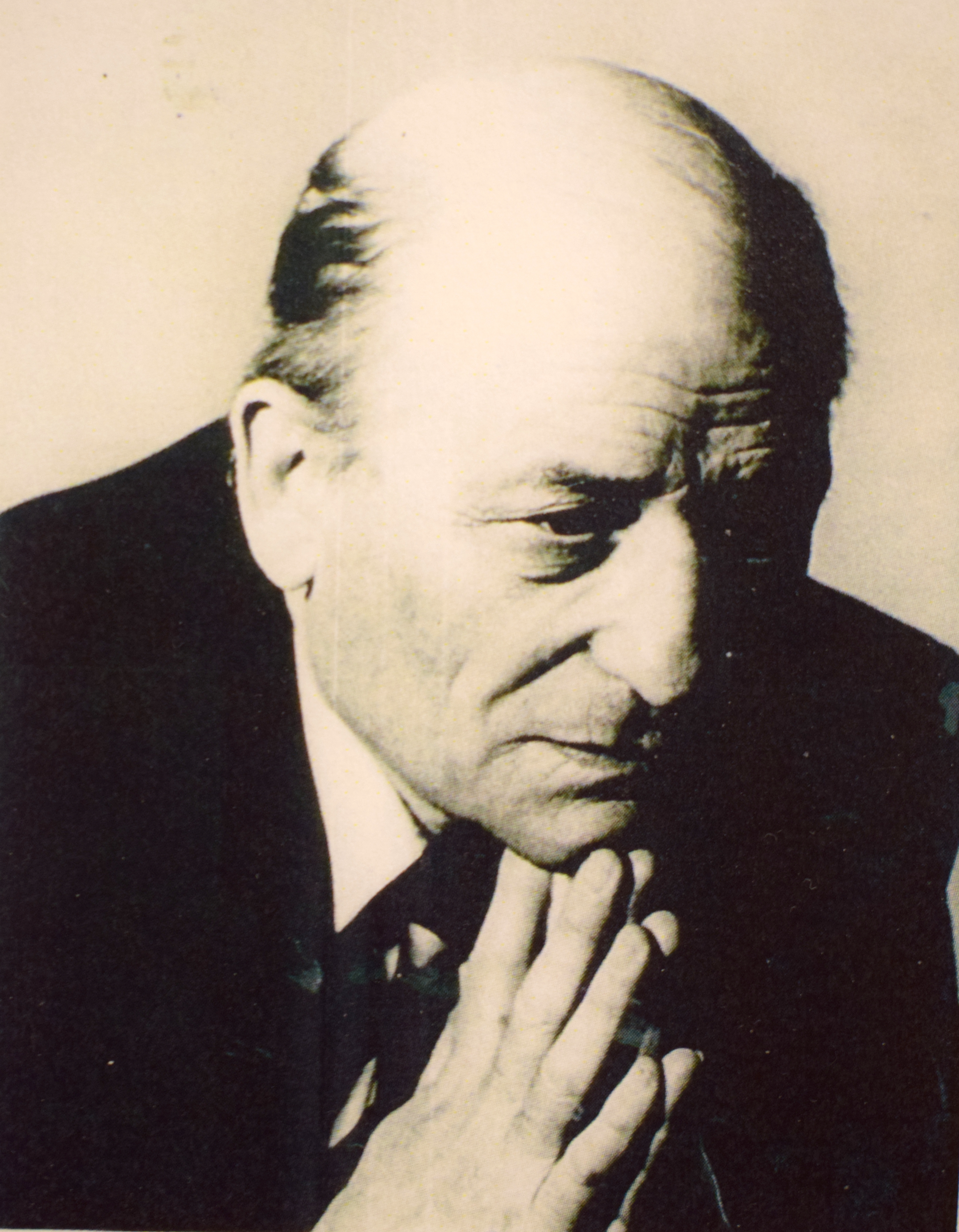
Theodor Holterdorf

Theodor Holterdorf (* 26. Januar 1910 in Castrop-Rauxel; † 27. Oktober 1991 in Bremen) war ein deutscher Komponist.

## Leben
Holterdorf studierte in München und Berlin. Zu seinen Lehrern gehörten Joseph Haas und Hans Pfitzner. Im Alter von 23 Jahren begann er seine Tätigkeit am Bremer Theater und war dort fast 40 Jahre als Solorepetitor, Studienleiter, Kapellmeister und Schauspielkomponist tätig. 1980 übernahm er einen Lehrauftrag an der Bremer Hochschule für Künste.

## Schaffen
Sein Werk umfasst vokale und instrumentale Musik, drei Opern und zahlreiche Bühnenmusiken sowie Ballette. Seine Oper Alexander wurde 1960 am Bremer Theater am Goetheplatz uraufgeführt. Aufführungen seiner Werke wurden im Rundfunk ausgestrahlt.

## Werke (Auswahl)
- Der Bremer Roland (Chor)
- Choral-Zyklus
- Variationen über ‚Ein Männlein steht im Walde‘ für vier Saxophone
- Konzert f. Klavier, Violine, Oboe, Fagott
- Oper Alexander (1960)[5]
- Klavierkonzert (1984)
- Konzert für Violine, Oboe, Klavier (1986)
- Konzert für zwei Orchester (1988)
- Spielmusiken für 3 Celli: (2 × 4 leere Saiten und 1 Solo-Stimme), Edition Eres, Lilienthal, ISMN 979-0-2024-1973-1
- Flötenkonzert (1990)

## Diskographie
- Concertino für Flöte, Klarinette und Fagott, auf: Trivertimento, Trio à Vent, Zuk Records, 2001